# 구릿빛집박쥐
구릿빛집박쥐(Arielulus cuprosus)는 애기박쥐과에 속하는 박쥐의 일종이다. 말레이시아에서만 발견된다.

## 특징
작은 박쥐로 전완장은 34.5~36.5mm이고, 꼬리 길이는 38~39mm이다. 귀 길이는 12.5mm이고 몸무게는 최대 5.6g이다. 털은 길고 무성하다. 등 쪽은 거무스레하고 털 끝이 붉은색과 오렌지색을 띠는 반면에 배 쪽은 갈색이고 털은 기름기가 돌고 노란색부터 회색빛 흰색까지 다양하다.

## 분포 및 서식지
보르네오섬 북부 사바주의 세필록 숲 보전 지구에서만 알려져 있다. 해수면 주위의 저지대 딥테로카르푸스 숲에서 서식한다.